# Anthurium montanum
Anthurium montanum är en kallaväxtart som beskrevs av William Botting Hemsley. Anthurium montanum ingår i släktet Anthurium och familjen kallaväxter. Inga underarter finns listade.